# ارو بری
ارو بری (انگلیسی: Eero Berg; ۱۷ فوریهٔ ۱۸۹۸ – ۱۴ ژوئیهٔ ۱۹۶۹) دونده دو استقامت اهل فنلاند بود.